# Ta jedyna (film 1996)
Ta jedyna (ang. She’s The One) – amerykańska komedia romantyczna z 1996 roku.

## Treść
Rodzina Fitzpatricków mieszka w Nowym Jorku. Głowa rodu, emerytowany strażak, pasjonat wędkarstwa, pan Fitzpatrick, ma dwóch synów. Podczas wypraw wędkarskich, ojciec udziela synom nieodpowiedzialnych rad. Kierując się dewizą ojca lekkoduch Mickey zarabia na życie jako taksówkarz. Pewnego dnia wiezie aż do Nowego Orleanu studentkę, Hope. Zakochuje się w niej i poślubia w tajemnicy przed wszystkimi.

## Główne role
- Edward Burns – Mickey Fitzpatrick
- Jennifer Aniston – Renee Fitzpatrick
- Cameron Diaz – Heather Davis
- Mike McGlone – Francis „Franny” Fitzpatrick
- John Mahoney – Mr. Fitzpatrick
- Maxine Bahns – Hope Fitzpatrick
- Leslie Mann – Connie
- Amanda Peet – Molly
- Frank Vincent – Ron
- Anita Gillette – Carol
- Malachy McCourt – Tom
- Robert Weil – Mr. DeLuca